# Scott Bairstow
Scott Hamilton Bairstow (ur. 23 kwietnia 1970 w Steinbach) – kanadyjski aktor telewizyjny i filmowy.

## Życiorys

### Wczesne lata
Urodził się w Steinbach w prowincji Manitoba jako syn Douglasa i Diane Bairstow, profesjonalnych instrumentalistów muzyków poważnej Winnipeg Symphony Orchestra. Mając dziesięć lat, wystąpił w programie telewizyjnym Spotkajmy się (Let’s Go!, 1980-84).

### Kariera
Na początku swojej kariery pojawił się w kanadyjskich przedstawieniach: Nasze miasto (Our Town) i A Study in Scarlet. Kiedy miał siedemnaście lat, przeniósł się do Nowego Jorku i dwa lata później pojawił się jako Stuart Chandler w operze mydlanej ABC Wszystkie moje dzieci (All My Children, 1989). Następnie zagrał w telewizyjnym dramacie CBS Nasz mały chłopiec (There Was a Little Boy, 1993) z Cybill Shepherd i Johnem Heardem, teledramacie Miejskie nieruchomości (Country Estates, 1993) u boku Perry’ego Kinga, serialu FOX Z Archiwum X (The X Files, 1994), zanim zadebiutował na kinowym ekranie w filmie przygodowym Kena Olina Biały Kieł 2: Legenda o Białym Wilku (White Fang 2: Myth of the White Wolf, 1994).
Sławę zyskał rolą Newta Calla w serialu-westernie Na południe od Brazos (Lonesome Dove: The Series, 1994-1995) i sequelu Na południe od Brazos: Lata bezprawia (Lonesome Dove: The Outlaw Years, 1995-1996), jako Ned Grayson w serialu FOX Ich pięcioro (Party of Five, 1998-2000) oraz w roli podporucznika Thomasa Hobbesa w serialu sci-fi FOX Ryzykowna gra (Harsh Realm, 1999-2000) z Terrym O’Quinnem. Rola Sona Hollanda w westernie TNT Dwóch dla Teksasu (Two for Texas, 1998) z Krisem Kristoffersonem przyniosła mu nagrodę Brązowego Kowboja. Zagrał także w dramacie przygodowym sci-fi Kevina Costnera Wysłannik przyszłości (The Postman, 1997) i serialu NBC Dotyk anioła (Touched by an Angel, 2003).

### Życie prywatne
W latach 1994–2000 był żonaty z Marty Rich, z którą ma dwóch synów: Caseya Williama (ur. 1995) i Daltona (ur. 1998). W latach 2001–2002 był związany z Elizabeth Daily.
W maju 2003 roku w Everett w stanie Waszyngton został oskarżony o gwałt drugiego stopnia, kiedy wyszedł na jaw jego związek z dwunastolatką, która była spokrewniona z jego ex-żoną. Związek trwał od 1998 do 2001 roku.

## Filmografia

### Filmy fabularne
- 1993: Nasz mały chłopiec (There Was a Little Boy, TV) jako Jesse
- 1993: Miejskie nieruchomości (Country Estates, TV) jako Oliver
- 1994: Biały Kieł 2: Legenda o Białym Wilku (White Fang 2: Myth of the White Wolf) jako Henry Casey
- 1997: Dzika Ameryka (Wild America) jako Marty
- 1997: Wysłannik przyszłości (The Postman) jako Luke
- 1998: Dwóch dla Teksasu (Two for Texas, TV) jako Son Holland
- 2002: Źródło młodości (Tuck Everlasting) jako Miles Tuck
- 2006: Apokalipsa androidów (Android Apocalypse, TV) jako Jute

### Seriale TV
- 1989: Wszystkie moje dzieci (All My Children)
- 1994: Z Archiwum X (The X Files) jako Samuel Hartley
- 1994-95: Na południe od Brazos (Lonesome Dove: The Series) jako Newt Call
- 1995-96: Na południe od Brazos: Lata bezprawia (Lonesome Dove: The Outlaw Years) jako Newt Call
- 1998-2000: Ich pięcioro (Party of Five) jako Ned Grayson
- 1999-2000: Ryzykowna gra (Harsh Realm) jako porucznik Thomas Hobbes
- 2001–2002: Jezioro wilków (Wolf Lake) jako Tyler Creed
- 2003: Dotyk anioła (Touched by an Angel) jako Zack